# Tipton (Iowa)
Tipton è una città degli Stati Uniti d'America, situata nello Stato dell'Iowa, nella Contea di Cedar, della quale è il capoluogo.